# 救世主广场
救世主广场（波蘭語：Plac Zbawiciela；波兰语发音: [plat͡s zbavit͡siɛla]）是波兰华沙市中心的一个圆形广场。 
广场最初是由18世纪的园艺家和建筑师约翰·克里斯蒂安·舒赫设计，作为皇家花园的一部分。
广场位于馬薩科斯卡大街南端，靠近瓦金基公园,广场得名于至聖救世主教堂，建于1901–27年，位于广场的南侧。第二次世界大战后新建的列柱，模仿了罗马的共和国广场。
三条放射状街道相交于广场：馬薩科斯卡大街、莫科托夫斯卡街和 Nowowiejska 街–解放大道。其中心是圓環，周围是一圈建筑，包括商店、办公室和住宅，以及教堂。
这里是2006年克日什托夫·克劳泽的电影《救世主广场》的背景和主要拍摄地点。
艺术装置彩虹于2012年夏天安装在这里，成为争议的主题。2015年8月拆除。